# Спорадици
Спорадици су метеори који немају јасну припадност неком познатом метеорском роју. То могу бити метеори који су припадали неком роју али су током еволуције променили орбиталне елементе толико да не могу бити придружени своме роју, могу настати као последица судара мањих тела унутар сунчевог система или на неки други, случајан начин.
Популациони индекс спорадика је 2,95±0,05 (за већину израчунавања може се заокружити на 3,0). Број спорадика се креће између 5 и 15 у сату при одличним посматрачким условима. Мада се спорадици појављују на случајан начин, њихов број и смер кретања показују одређену правилност.
Већина болида и сви познати метеори који су довели до пада метеорита су пореклом спорадици.

## Периодичност
Број спорадика варира на дневној и годишњој основи. Дневно, број спорадика је најнижи око 18 часова увече а највиши око 6 часова ујутру, и овај циклус је исти на обе Земљине хемисфере. Током године, на северној хемисфери спорадици имају минимум током јуна, а затим од јула се њихов број скоро равномерно повећава до максимума између октобра и децембра. На јужној хемисфери је број спорадика већи у првој половини године, са максимумом у јулу након чега следи оштар пад и минимум у септембру и октобру.

## Псеудорадијанти
Будући да не припадају ниједном роју, спорадици немају радијант у правом смислу. Међутим, посматрано у односу Земља — Сунце, као последица геометрије кретања Земље и метеороида на орбитама око Сунца, долази до одређеног груписања. Тако се може уочити шест извора — северни и јужни апекс (метеори долазе чеоно ка Земљи у односу на њено кретање око Сунца), хелион (метеори долазе од Сунца ка Земљи), антихелион (метеори долазе и тачке супротно од Сунца) и северни и јужни тороидални извор. Ипак, спорадици не долазе само из ових извора. За разлику од правих метеорских ројева чији радијанти ретко имају пречник већи од 5°, извори спорадичних метеора могу имати и 20° у пречнику.
Постоји очигледна разлика у сјајности спорадичних метеора пореклом из различитих извора. Тороидални извори имају већи популациони индекс (богатији су слабијим метеорима), док апекс има најнижи популациони индекс (већи удео сјајнијих метеора). Популациони индекс (сјајност метеора) и време изласка односно заласка извора одређују и доминантну технику посматрања: фотограски (и донекле визуелно) за апекс, визуелно за антихелион, телескопски за тороидални извор а радио за хелион (јер је активан дању).
Материјал који долази из хелиона и антихелиона је повезан — у питању су честице чије орбите имају малу инклинацију, велики ексцентрицитет и перихел на мање од 0,6 АЈ. Ако Земља пресече њихову орбиту пре проласка кроз перихел — виде се као антихелиониди, а ако до колизије дође након проласка кроз перихел — као хелиониди. Хелиониди су најактивнији од маја до јуна (у време дневних ројева ζ-Персеиди и β-Тауриди), а антихелиониди у октобру и новембру — што одговара Тауридима. Наведени ројеви су повезани са објектима који имају орбиталне елементе сличне комети 2P/Encke (Јупитерова фамилија комета).
Тороидални извори су постављени симетрично у односу на апекс, налазе се на око 50° северно и јужно и представљају извор из кога долазе метеороиди са високом инклинацијом орбите. Родитељска тела метеороида који припадају тороидалним изворима нису позната, а од „великих“ ројева се само радијант Квадрантида налази у овом региону, и то у северном краку.

### Апекс
Апекс је смер тангенте на Земљину орбиту у смеру њеног кретања (чеоно), односно 90° западно од Сунца, због чега излази тек у сатима након поноћи. Материјала у самој равни еклиптике нема, тако да постоје два одвојена извора у апексу, на 15° северно и јужно од еклиптике. Материјал који долази из овог извора настаје од Халејеве фамилије комета и креће се ретроградно, тако да на Земљу наилази након што прође перихел. С обзиром на то да се крећу супротно од Земље, тј., директно ка њој, ови метеори су изузетно брзи (50 — 70 km/s) због чега су и релативно сјајни и остављају сталне трагове за собом.
Од „великих“ ројева, радијант у апексу имају η-Аквариди и Леониди у северном огранку и Ориониди у јужном.

### Антихелион
Антихелиониди су метеори који настају од метеороида мале инклинације који се око Сунца крећу у директном смеру, а чија је орбита готово нормална на орбиту Земље (у тачки пресека). Резултујући псеудорадијант је насупрот Сунцу (тачније 195° источно односно 165° западно од Сунца, јер је мало померен ка апексу). Овај део неба излази убрзо након заласка сунца а кулминира око 1 час по поноћи по локалном времену (не кулминира у поноћ управо због отклона ка апексу).
Због ортогоналног односа путања Земље и метеороида, антихелиониди су међу споријим метеорима, са брзинама у распону 20 — 35 km/s. Родитељска тела од којих потичу антихелиониди нису позната, али се претпоставља да су астероидног а не кометског порекла због веће густине материјала. До колизије са Земљом долази пре него што честице прођу свој перихел..
Радијант у антихелиону, од „великих“ ројева имају Дракониди, δ-Ауригиди и Тауриди.

### Хелион
Хелиониди имају сличне орбиталне елементе као антихелиониди, али секу Земљину орбиту након што прођу кроз свој перихел, због чега долазе из правца Сунца. Метеори који припадају овом извору се могу видети понекад ујутру непосредно пре сванућа. Сви дневни метеорски ројеви имају радијант у хелиону.